# Minnie Mouse
Minnie Mouse es un personaje ficticio estadounidense de dibujos animados de The Walt Disney Company. Es la eterna novia de Mickey Mouse y junto a él debutó en Plane Crazy, el 15 de mayo de 1928, aunque alcanzó el éxito junto a Mickey en el tercer corto de ambos, Steamboat Willie, siendo el primero con un estreno oficial, el 18 de noviembre de 1928.
Su verdadero nombre es Minnerva Mouse. El personaje no solo cuajó a la perfección entre la audiencia de la Disney, sino que con los años se ha afianzado hasta el punto de tener entidad propia y de convertirse en ídolo e inspiración de niñas y mayores.

## Historia

Primera aparición de Minnie Mouse y Mickey Mouse en Plane Crazy (1928).

En su primera aparición, en una historia llamada Plane Crazy, Minnie apenas lucía una simple enagua blanca y su aspecto se asemejaba, muy simplificado, a los de las chicas flapper de los locos años veinte. 
Con el tiempo, su dibujo ha ido evolucionando y adaptándose a los nuevos tiempos, y ya la hemos podido ver vestida casi de cualquier cosa, aunque su look más famoso es con su vestido rojo con puntos blancos y zapatos amarillos.

## Definición
Minnie Mouse es la novia amorosa de Mickey Mouse. Es muy coqueta, y cuando sonríe se ve especialmente bonita. Al igual que Mickey, tiene un extraordinario talento cuando baila y canta.
A Minnie le apasiona engalanarse y ha sido la imagen de diversas líneas de moda. Incluso ha protagonizado una sesión de moda para Vogue. A pesar de ello, siempre será recordada por su famoso vestido rojo con lunares blancos y su lazo a juego.
Ha compartido cartelera con Mickey y ha protagonizado numerosas películas de dibujos animados.

## Novia de Mickey Mouse

Minnie en Steamboat Willie (1928).

Minnie Mouse, eterna compañera sentimental de Mickey Mouse, es una ratona negra que viste falda a topos, enaguas y tacones en la mayoría de cortos. En cuanto a su aspecto físico, sufrió las mismas transformaciones que Mickey y algunas otras: paso de ojos negros a ojos con párpados, de blanco y negro a color, etc. En su primera aparición tan solo lucía una falda y sus enaguas, mientras que en el segundo corto The Gallopin' Gaucho ya usaba tacones y un sombrerito con una flor. Este atuendo lo usaría hasta que los ojos de Mickey y ella tuvieran párpados, y entonces Minnie usó un lazo en lugar del sombrero, una buena pareja para Mickey Mouse.
Tuvo poco protagonismo en los cortos. Tan solo aparecía como la compañera sentimental de Mickey Mouse, y en varias ocasiones era salvada de  Pete, el gato enemigo de Mickey Mouse. Es de temperamento dulce y asustadizo, aunque de muy mal carácter cuando se enfada. Su ropa también sufrió algunos ligeros cambios.

## Matrimonio

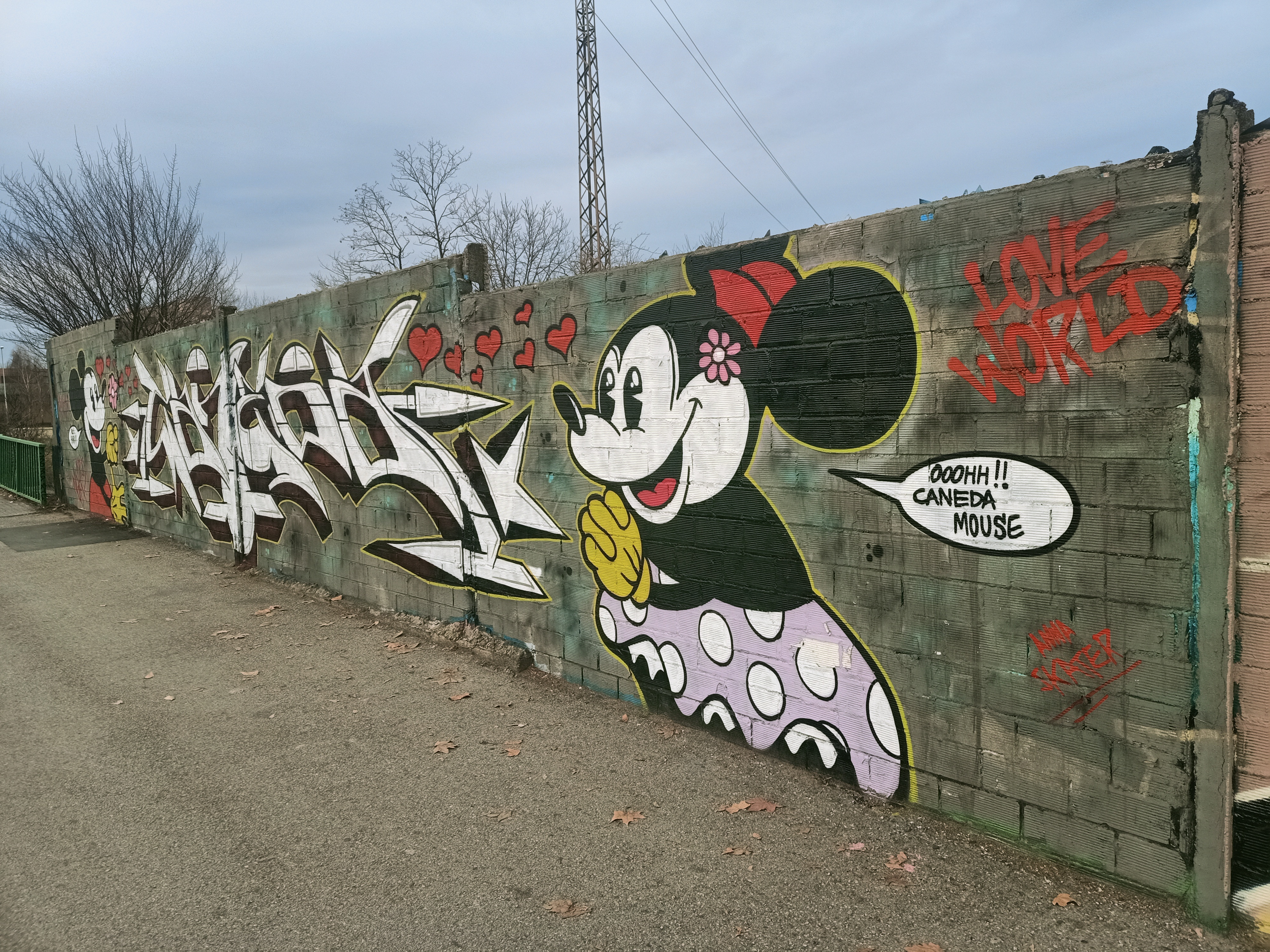
Graffiti de Minnie y Mickey Mouse en Vich, España

Walt Disney dijo en una entrevista del año 1933: «In private life, Mickey is married to Minnie». (en español: «en su vida privada, Mickey está casado con Minnie») [cita requerida]. Muchas personas le escribían a Disney preguntándole eso, ya que en algunas películas aparentaban estar casados y en otras no. Lo importante para las películas, es que Minnie es la mujer a su lado, tanto cuando se trata de historias en las que Mickey corteja a una chica, la cual siempre es Minnie, o en las que aparecen como un matrimonio.
En la serie House of Mouse, Mickey menciona su aniversario con Minnie, lo que implica que están casados. También dicen que prefirieron no hacer público el matrimonio entre Minnie y Mickey, ya que eran personajes infantiles y los niños los imaginaban de su misma edad.